# Stanisław Kluk
Stanisław Kluk (ur. 6 marca 1939 w Nisku, zm. 2 listopada 2016 w Stalowej Woli) – szybownik, pilot PLL LOT, modelarz.

## Życiorys
W 1957 roku wziął udział w kursie szybowcowym zorganizowanym przez Ligę Przyjaciół Żołnierza. Latając na szybowcach IS-3 ABC oraz IS-2 Mucha ter zdobył uprawnienia pilota trzeciej klasy. W 1958 roku zdobył srebrną odznakę szybowcową, w następnych latach złotą.
Był jednym z czołowych polskich pilotów szybowcowych. Instruktor szybowcowy i samolotowy, modelarz. Emerytowany pilot zawodowy w PLL LOT. Wielokrotny reprezentant Polski w zawodach szybowcowych międzynarodowych i mistrzostwach świata. Posiadał diamentową odznakę szybowcową. W 1964 r. Stanisław Kluk z pasażerem na szybowcu Bocian ustanawia rekord świata na trasie trójkąta 100 km uzyskując V=107,8 km/h.
W latach 1957-1977 związany był z Aeroklubem Stalowowolskim, gdzie ukończył kurs szybowcowy i  zdobył srebrną odznakę szybowcową a później pracował zawodowo, był szefem modelarstwa, instruktorem lotniczym, szefem wyszkolenia. 
Za całokształt osiągnięć otrzymał w 1977 r. od tygodnika Skrzydlata Polska indywidualne wyróżnienie „Złotego Cumulusa”.
W 1980 roku ustanowił rekord odległości w przelocie po trasie trójkąta wynoszący ponad 893 km.
Do śmierci współpracował z Aeroklubem Stalowowolskim jako szkoleniowiec. Był traktowany przez młodych adeptów szybownictwa jako wzór do naśladowania. Był odznaczony Krzyżem Kawalerskim Orderu Odrodzenia Polski, z okazji Czterdziestolecia Aeroklubu Stalowowolskiego odznaczony został Złotą Odznaką Zasłużony dla Aeroklubu Polskiego.
Zmarł 2 listopada 2016 r. w Stalowej Woli.

## Osiągnięcia
- ośmiokrotny szybowcowy mistrz Polski,
- trzykrotny wicemistrz i dwukrotny II wicemistrz.
- brązowy medalista mistrzostw świata w klasie otwartej i zdobywca pucharu za najlepszy wynik na szybowcu 19-metrowym (1972).
- szybowcowy wicemistrz Czechosłowacji (1968) i państw socjalistycznych (1981).

Ustanowił 7 rekordów krajowych, w tym jeden świata. Dwukrotnie zwyciężył w Całorocznych Zawodach Szybowcowych im. Ryszarda Bitnera.
Laureat Medalu Czesława Tańskiego (1972) i Błękitnych Skrzydeł. Zasłużony Działacz Kultury Fizycznej i Lotnictwa Sportowego.